# Yves Schemeil
Yves Schemeil (né le 17 février 1947 en Égypte) est un politologue et professeur de science politique français, spécialiste de politique globale et comparée. Ses travaux portent sur l’épistémologie et la méthode de la science politique, l’anthropologie politique, la psychologie politique, les relations internationales. Ils se concentrent en particulier sur la construction de la culture politique et de la compétence argumentative, et sur l’institutionnalisation du monde. Ils ont pour terrains empiriques, d’une part, l’histoire longue du Moyen-Orient et de l’Asie, en comparaison avec les transformations du monde occidental ; d’autre part, les organisations intergouvernementales en relation avec les ONG.

## Recherches
Parmi les principaux résultats de ses recherches, on peut mentionner : 
1) l’universalité de la politique, dont les transformations localisées dans l’espace et dans le temps n’affectent pas les lois qui la gouvernent toujours et partout où elle est documentée (comme le refus de l’accumulation durable du pouvoir entre les mêmes mains, la substitution progressive mais très précoce et très répandue du débat contradictoire au combat), sans pour autant qu’il s’agisse d’invariants et de lois structurales au sens du structuralisme de Claude Lévi-Strauss.
2) Les rapports étroits entre organisation sociale et ordre politique, notamment dans le monde arabe et au Japon, où le poids respectif de l’endogamie et de l’exogamie a des effets différenciés sur le développement économique et la construction de l’État.
3) Le transfert de compétences des groupements privés aux institutions publiques, soit à l’intérieur des États, soit entre eux et des institutions internationales dont la montée en puissance est réelle.
Un parti pris constant de ses recherches est notable pour son originalité dans la communauté académique francophone : il considère la science politique à la fois comme une discipline scientifique (positive et empirique) et comme une discipline unifiée (incluant la sociologie politique, davantage étudiée en France que les autres branches de ce savoir, comme la théorie et la philosophie politiques, l’analyse des politiques publiques et des organisations, l’étude des relations internationales et de la politique globale ; mais aussi, les études de genre, d’ethnicité, de communication politique et de « biopolitique » qui émergent depuis quelques années).

## Enseignement
Yves Schemeil a enseigné et effectué des recherches en France (IEP d’Aix, Bordeaux, Paris et Grenoble), aux États-Unis (Berkeley, UCLA, Chicago), au Liban, en Égypte, en Suisse, et au Japon. Il a été directeur de l'Institut d'études politiques de Grenoble de 1981 à 1987, directeur de la formation doctorale en science politique à Aix-en-Provence de 1991 à 1997, et consultant au ministère des Affaires étrangères de 1987 à 2003. Il a aussi été président du jury d’agrégation des professeurs d’universités en science politique, vice-président de l'Association française de science politique (AFSP) et de l’Association internationale de science politique (AISP/IPSA). Il a siégé ou siège encore dans différentes instances du CNRS, de l’ENA, de la Fondation nationale des sciences politiques (FNSP), de l’École polytechnique, de la Fondation Maison de sciences de l'homme. Il enseigne la science politique et le management des organisations internationales. Il a lancé en avril 2014 un MOOC « Penser global : exercices de géopolitique » devenu "étude globales" (ou "Global Studies" dans la  version anglophone sur la plateforme Future Learn en 2017, avec trois volets : the future of globalization; risks and threats in international relations; cultures and organizations in international relations). Il est également l'auteur d'un MOOC pour l'IPSA (association internationale de science politique) sur la plateforme EdX (Global Politics). 

## Publications
- The Making of the World: How Interntional Organizations Shape our Future, B. Budrich Verlag, 2023.
- La science politique, A. Colin, coll. « Cursus », 1994
- Introduction à la science politique, Dalloz et Presses de Science Po, coll. « Amphithéâtre », 2010 (revu et augmenté en 2012 et en 2015)
- Auteur de plusieurs ouvrages et articles de référence en français et en anglais, dont quelques-uns ont été traduits en japonais, en arabe et en espagnol.